# Incise (typographie)
Ne doit pas être confondu avec Proposition incise.

Les empattements petits et triangulaires sont caractéristiques des incises. Ici, un échantillon de la police d'écriture Optima.

La famille typographique des incises (selon la classification Vox-Atypi), se caractérise par de petits empattements triangulaires, ainsi que des fûts cintrés, ce qui la situe entre la famille des garaldes (empattements/sérifs) et la famille des linéales. Les caractères incises s'inspirent des écritures lapidaires (gravées dans la pierre). Elle complète les caractères d'inspiration calligraphique avec les scriptes et les manuaires.
Cette famille est utilisée dans de nombreux domaines en lien avec le luxe et le standing (Jaguar, Estée Lauder, Aston Martin, Breitling, Qatar Airways...). Quelques mots clés et critères associés à cette famille : élégance, féminin, précieux, cosmétique, pur, noble, beau, santé, hygiène, assurances, années 60, solennel.

## Description
Les incises sont historiquement des caractères gravés dans la pierre ou le métal (d'où l'empattement triangulaire rappelant la marque du burin). On peut notamment les retrouver dans l'Antiquité gréco-romaine, puis sous la forme de la capitalis monumentalis, qui date de 450 avant notre ère et qui fut la première police de caractères connue.
Les caractères de la famille des incises sont assez différents mais peuvent se distinguer par quelques traits particuliers, tels que l'aspect « gravé » rappelant la capitale romaine, la présence d’empattements (ou d’amorces d’empattement) en forme de triangle ou la forme évasée/cintrée des fûts.

## Exemples
- Copperplate Gothic, Frederic Goudy (1901).
- Amerigo, Gerard Unger (1986).
- Albertus, Berthold Wolpe (1932).
- Optima : Hermann Zapf

## Logotypes
- Aston Martin
- Breitling (horlogerie suisse)
- Jean Claude Biguine
- Carte noire (marque de café)
- Darty
- Estée Lauder
- Fiducial
- Interpol
- Jaguar (1945-2001)
- Novotel (1994-2008)
- Pandora
- Qatar Airways
- Yahoo! (2013-2019)